# 有形財
有形財（ゆうけいざい）とは有形の財を指す。有形財は再加工の有無によって消費財と産業財に分類される。